# Стефан Тримановић
Стефан Тримановић (Шабац, 23. јануара 2001) српски је фудбалер.

## Каријера
Тримановић је неколико година био члан млађих узраста београдске Црвене звезде. Лета 2017. уступљен је шабачкој екипи Санрајс, док је годину дана касније прешао Мачву. Ту је током сезоне 2018/19. наступао за омладински састав, а на последњем сусрету Суперлиге Србије седео је на клупи сениорског тима против Радника у Сурдулици. Током наредне сезоне такође је углавном наступао за омладинску екипу, док је с првим тимом прошао зимске припреме. За Мачву је претходно дебитовао у осмини финала Купа Србије, ушавши у игру у завршници сусрета са Црвеном звездом на Стадиону Рајко Митић. Своју прву утакмицу у српском шампионату одиграо је у последњем колу такмичарске 2019/20. Тада је заменио Петра Гигића, стрелца јединог поготка за свој тим у поразу од 3 : 1 на гостовању Чукаричком. Услед увођења обавезног коришћења бонус играча у Суперлиги Србије, Тримановић је на почетку сезоне 2020/21. био један од неколико фудбалера који су задовољавали тај услов. Тренер Драган Аничић га је током сезоне углавном користио као резервисту.
Тримановић је по први пут био стартер на утакмици Суперлиги Србије у 23. колу, против екипе нишког Радничког. Свој први погодак у сениорској конкуренцији постигао је два кола касније, против Спартака из Суботице. Он је претходно у игру ушао уместо Бранислава Марковића у 17. минуту сусрета. За други део такмичарске 2021/22. уступљен је екипи Тимока где је био стралац на сусрету са екипом Бачке из Бачке Паланке. Наредне сезоне забележио је само један наступ за Мачву, против Слободе у 2. колу Прве лиге, пре него што је прослеђен кулском Хајдуку. Крајем календарске 2022. раскинуо је уговор с матичним клубом.

## Статистика

#### Клупска
Ажурирано 26. децембра 2022.
|                   |          |                  |    |   |   |   |   |   |   |   |    |   |  |  |
| Мачва Шабац       | 2018/19. | Суперлига Србије | 0  | 0 | — | — | — | — | — | — | 0  | 0 |  |  |
| Мачва Шабац       | 2019/20. | Суперлига Србије | 1  | 0 | 1 | 0 | — | — | — | — | 2  | 0 |  |  |
| Мачва Шабац       | 2020/21. | Суперлига Србије | 20 | 1 | 0 | 0 | — | — | — | — | 20 | 1 |  |  |
| Мачва Шабац       | 2021/22. | Прва лига Србије | 18 | 0 | 1 | 0 | — | — | — | — | 19 | 0 |  |  |
| Мачва Шабац       | 2022/23. | Прва лига Србије | 1  | 0 | — | — | — | — | — | — | 1  | 0 |  |  |
| Мачва Шабац       | Укупно   | Укупно           | 40 | 1 | 2 | 0 | — | — | — | — | 42 | 1 |  |  |
|                   |          |                  |    |   |   |   |   |   |   |   |    |   |  |  |
| Тимок (позајмица) | 2021/22. | Прва лига Србије | 8  | 1 | — | — | — | — | — | — | 8  | 1 |  |  |
|                   |          |                  |    |   |   |   |   |   |   |   |    |   |  |  |
| Каријера          | Каријера | Каријера         | 48 | 2 | 2 | 0 | — | — | — | — | 50 | 2 |  |  |
|                   |          |                  |    |   |   |   |   |   |   |   |    |   |  |  |